# Sagartia splendens
Sagartia splendens is een zeeanemonensoort uit de familie Sagartiidae. De anemoon komt uit het geslacht Sagartia. Sagartia splendens werd in 1890 voor het eerst wetenschappelijk beschreven door Danielssen. 